# Schupfnudeln
Gli schupfnudeln o bubespitzle (lett. "pene del ragazzo"), sono pezzi di impasto allungati, simili agli gnocchi italiani, tipici delle cucine tedesca e austriaca. Gli schupfnudeln sono a base di patate bollite e uova e possono venire conditi con ingredienti salati (possono ad esempio venire lessati nel burro e serviti con crauti e speck) o dolci. Gli schupfnudeln possono fungere da piatto singolo o accompagnare le carni e costituire con esse un piatto unico.